# Perosillo
Perosillo és un municipi de la província de Segòvia, a la comunitat autònoma de Castella i Lleó. Limita al nord amb Olombrada, al nord-oest amb Moraleja de Cuéllar, a l'oest amb Frumales, al sud amb Adrados, al nord-est amb Vegafría i a l'est amb Cozuelos de Fuentidueña.

## Demografia
| 1991 | 1996 | 2001 | 2004 | 2007 |
| ---- | ---- | ---- | ---- | ---- |
| 36   | 35   | 32   | 26   | 24   |